# 魔塔游戏
魔塔游戏是一种解谜类電子角色扮演遊戲的通称，起源于日本的一款PC-9801的MS-DOS游戏《魔塔》。目前演化出各种不同的版本。大多数魔塔游戏以一位勇士解救被困在魔塔中的公主作为背景，玩家需要操控勇士在魔塔内行走，打败怪物、积累宝物，最终救出公主。
魔塔游戏经过漫长的发展，已经脱离了勇士救公主此类剧情目标的限定，其定义为固定数值RPG。
魔塔作为固定数值RPG有如下特点：
1.战斗固定。玩家扮演的角色与敌人的战斗为标准回合制战斗，且角色与敌人每回合对对方造成的伤害固定，因此最终角色受到的伤害为确定值，或均匀分布在期望值附近。通过伤害计算公式可以确定一次战斗的伤害。
注：“均匀分布在期望值附近”的魔塔仅包括新新魔塔系列在内的极少数魔塔，当前大部分魔塔均为伤害确定值设计。
2.敌人固定。魔塔游戏内敌人不会随机出现，敌人的总数量通常为有限值。
3.资源固定。魔塔游戏内的血瓶，宝石，钥匙，怪物提供的金币经验等资源为位置确定，总量有限。
部分魔塔存在无限敌人或者无限资源其中之一的设计，但同时出现无限敌人和无限资源的游戏则不属于魔塔。

## 魔塔
《魔塔》（又译作）是由日本Caravan Software的设计师渡部直（化名N.W）制作，发行于1996年的一款应用于PC-9801与MS-DOS操作系统的解谜类電子角色扮演遊戲。本游戏于1998年推出第三方Windows 95移植版。

## 中文版魔塔

### 胖老鼠工作室魔塔
2003年胖老鼠工作室发布了第一款中文版魔塔。该魔塔除“序章”外共21层，依旧以勇士救公主为背景，最终能够彻底打败魔王救出公主。
2004年胖老鼠工作室又发布了该游戏的1.1版和1.2版，把魔塔层数增加到24层。
游戏使用方向键操作。空格和小键盘5为确定键，小键盘8和2做上下选择。

### 魔塔的中文Flash版
2004年1月一位不知名的温州网友将魔塔的英文版翻译成了中文版的Flash小游戏。
该游戏基本保留了魔塔的原貌，但也有某些改变。显著的变化如──没有复盘系统、战斗方式以及物品图标的外观等。

### 新新魔塔
新新魔塔于2005年由一位香港网友发布。游戏原名是“魔塔”，“新新魔塔”只是网友为了将它与其他魔塔区分而起的别名。
新新魔塔共56层，包括地上20层，地下25层，神秘楼10层和一个“0层”（即勇士出发时所在楼层）。勇士要先打败地上各楼层的怪物，再进入地下层，在地下第25层打败魔王，在神秘楼第8层找到公主。地上、地下各层和0层有楼梯直接连通，神秘楼必须由特殊的传送点进入，例如神秘楼8层的传送点就在地下25层，神秘楼10层的传送点在地上10层。
新新魔塔中勇士和怪物作战时，勇士所受伤害并不固定，MISS和重击现象时有发生。
2012年年底，“魔塔·Ver1.1续”（俗称“新新魔塔2”）发布。

### 新新魔塔2
新新魔塔2是新新魔塔的续集，为了更接近原版魔塔的玩法，所以减少了游戏中部份随机元素，让玩家能更稳定计算出利弊，当然为了新鲜感保留了少量随机因素，从而让每位玩家每次都有一個新冒险同时又不用因为S-L大法烦恼。
此外，在战斗中也加入了玩家能控制的新元素，需要配合玩家的技巧才能更有效取得胜利。游戏也因此加了排名榜，来让玩家分享自己的成绩。

### 其他中文魔塔
2006年，Oksh（百度id）以RPG Maker XP为基础，开发了魔塔样板。结合魔塔样版和RPG Maker XP，玩家可以在不会编程的情况下制作魔塔。自此之后，中国玩家制作了上千部魔塔。中国的魔塔玩家主要交流和发布作品的网站为百度魔塔吧。
2018年，艾之葵（百度id）开发了html5魔塔平台，成为了目前除了RPG Maker XP之外最流行的魔塔平台和制作工具。用该样版制作的魔塔将会出现在网站中。这是一个在线魔塔平台，玩家在过关后可提交自己的成绩，成绩将进入排名系统进行比较。

由于魔塔总数过多，无法一一列举。这里只列举一些有代表性的优秀作品。
（更新时间：2019年12月5日）
（打*表示在html5魔塔平台有复刻）
以追求较强的可玩性为目标的优秀作品（蓝海魔塔）包括：
发布在魔塔吧的：银河-星石传说*，PRP，APRP，天塔，战塔*，斗气魔塔，新玄机奇塔，光明崎岖*，永不复还（天壤之塔*），宿命的旋律，宿命的余响，宿命的华音，绝望少女与苦难之塔，圣王魔塔*，新生等。
发布在html5平台的：通天巨塔，斗罗魔塔，花与泪的瞬间，光风霁月 ~ 晴之章（残卷），魔女养成系列，剑主的传说系列，蓦然回首，雨，幻塔，除灵师，四人行，混沌幻想，生化空間，破碎地下城，一夜登天等。

以追求高难度为目标的优秀作品（红海魔塔）包括：
发布在魔塔吧的：恐怖谷前传，坑塔2*，不愿独醒*，红蓝的记忆*，幻想之林*，Complex World*，斗技王-死神传说*，风之谷2*，回忆永恒*
发布在html5平台的：刀剑萌域，七月擂台塔，七月仿擂台，恐狼先锋，星际，封神榜，朝圣系列，逃出学校等。